# Facultad de Ciencias Sociales de la Universidad de Chile
La Facultad de Ciencias Sociales de la Universidad de Chile tiene sus orígenes en la Facultad de Filosofía y Humanidades al crearse el Departamento de Psicología (1947), Departamento Central de Ciencias Sociales en 1960 que agrupa a la Escuela de Psicología, Instituto de Psicología y Sección de Psicología. Con la reforma universitaria de 1968 el departamento se suprime el Departamento Central y nuevamente se da la estructura de los departamentos (psicología, antropología y sociología). 
En 1972 se crea la Facultad de Ciencias Sociales. Sin embargo, en 1981 se refunden con la recién creada Facultad de Filosofía, Humanidades y Educación.
En 1988 se logra nuevamente su recreación como Facultad incorporando la Escuela de Ciencias Sociales, la Escuela de Periodismo, el Departamento de Antropología, el Departamento de Ciencias y Técnicas de la Comunicación, el Departamento de Educación (981), el Departamento de Psicología, el Departamento de Sociología y la Escuela de Postgrado En 2003 se separan las áreas asociadas a periodismo para formar el Instituto de la Comunicación e Imagen.
Hoy la Facultad está integrada por los departamentos de Antropología, Educación, Psicología, Sociología y desde su reapertura en 2014, Trabajo Social.
Actualmente se encuentra emplazada en el Campus Juan Gómez Millas de la Universidad, en la comuna de Ñuñoa.

## Historia
El estudio de las disciplinas de la Facultad de Ciencias Sociales comienza a inicios del siglo XX y se institucionaliza décadas después. 
En el año 1925 se crea la Escuela de Trabajo Social, pionera a nivel latinoamericano. Allí se realizaron uno de los primeros diagnósticos sociales del país para mejorar las condiciones de injusticia social.
La enseñanza de la psicología se oficializa en la Universidad de Chile en 1946 y tuvo su antecedente en el Instituto Central de Psicología, creado en 1941. Por su parte, en 1944 se creó la primera Escuela de Educadoras de Párvulos en la casa de Bello, bajo la inspiración de Matilde Huici y Amanda Labarca. 
En 1946 se crea el Instituto de Investigaciones Sociológicas que después se llamaría Instituto de Sociología, a cargo de Eduardo Hamuy, de este lugar egresaron los primeros sociólogos de la Universidad.
En 1954 se crea el Centro de Estudios Antropológicos, organismo que comienza la institucionalización de la disciplina en Chile. Y en 1970 se conforma el Departamento de Ciencias Antropológicas y Arqueológicas, dando inicio a la carrera de Antropología.
Todas estas disciplinas alcanzaron un importante desarrollo entre los años 1953 y 1973. Pero cayeron en un periodo de estancamiento bajo la dictadura militar de Augusto Pinochet.
La Universidad fue intervenida por los militares y la Escuela de Ciencias Sociales pasaría a la Facultad de Filosofía, Humanidades y Educación. La carrera de Trabajo Social sería trasladada al Instituto Profesional de Santiago (IPS) que después pasó a integrar la Universidad Tecnológica Metropolitana, llevando al cierre definitivo de la carrera en la Universidad de Chile.
Con el retorno a la democracia en 1988, la Escuela de Ciencias Sociales vuelve a funcionar de manera autónoma, siendo trasladada a la Torre 15, donde hoy están los servicios centrales de la universidad. Un año después de esto, se crea la Facultad de Ciencias Sociales como se conoce actualmente, siendo trasladada en 1993 al Campus Juan Gómez Millas.
El proceso de reestructuración de la Facultad se inicia en el año 2004, como una demanda de estudiantes y académicos para mejorar las condiciones precarias en las que había quedado la Facultad después de la dictadura. Se crea una comisión de reestructuración y se evalúa la calidad académica de los profesores, junto con recoger la apreciación de los estudiantes. Después de dos años de trabajo, se deciden las líneas de desarrollo de las carreras de Antropología, Psicología y Sociología. Además, en el año 2001 se crea con el auspicio de la Unesco, la carrera de Pedagogía en Educación Parvularia. Y finalmente en 2014 ocurre la reapertura de la carrera de Trabajo Social, la cual habría sido clausurada durante la dictadura militar.
Desde el 2016 la Facultad cuenta con un nuevo edificio que tiene amplios espacios de reunión y laboratorios docentes como parte del proyecto bicentenario del Campus Juan Gómez Milla.

## Organización Administrativa
La escuela de pregrado se organiza en los departamentos de Antropología, Educación, Psicología, Sociología y Trabajo Social, con respectivas escuelas y unidades académicas especializadas.
Direcciones
- Dirección Académica
- Dirección Económica y Administrativa
- Dirección de Pregrado
- Dirección de Postgrado
- Dirección de Investigación y Publicaciones
- Dirección de Extensión y Comunicaciones
- Secretaría de Estudios

Comités
- Comité de Ética de la Investigación
- Comité Paritario de Higiene y Seguridad

Unidades
- Unidad de Bienestar Estudiantil
- Unidad de Informática

## Autoridades
La Facultad de Ciencias Sociales de la Universidad de Chile consta con un conjunto de autoridades las cuales poseen un orden jerárquico, teniendo cada departamento y centro de estudios su respectivo director escogido vía elección popular de entre los profesores de cada carrera y especialidad.
Decana
- Decana Teresa Matus Sepúlveda (2022-actualidad).[4]

Directores/as de Departamento
- Profesora Paulina Osorio Parraguez (Departamento de Antropología).
- Profesor Daniel Johnson M. (Departamento de Educación).
- Profesor Jesús Redondo Rojo (Departamento de Psicología).
- Profesor Octavio Avendaño (Departamento de Sociología).
- Profesora Gabriela Rubilar D. (Departamento de Trabajo Social).